# Correpasillos

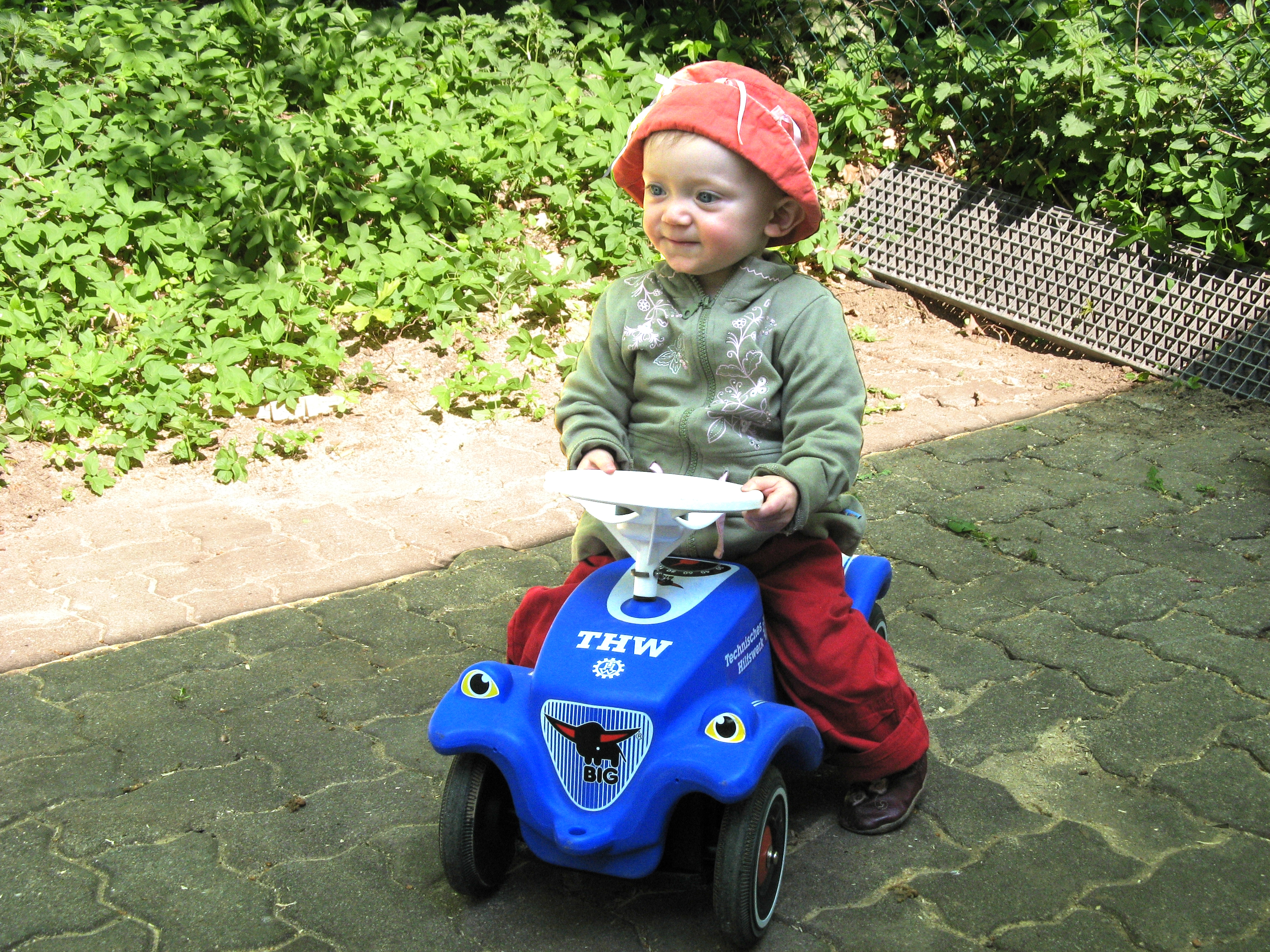
Niño en correpasillos

Un correpasillos es un juguete para bebés que sirve para desplazarse apoyando los pies en el suelo. 
Los correpasillos son cochecitos o motos sin pedales que se mueven propulsados por los pies del bebé. Son apropiados para la etapa de desarrollo que va desde los 9 a los 12 meses y sirven para fortalecer sus piernas y fomentar la motricidad con el objetivo de acabar andando autónomamente. También refuerzan la zona lumbar del niño y mejora la coordinación. 
Existe gran número de modelos de correpasillos que se pueden resumir en tres tipos: 
- de cuatro ruedas, recordando las formas de un coche sobre el cual se sienta el bebé. Disponen de volante para mover las ruedas delanteras y tienen gran estabilidad. Algunos imitan modelos de vehículos reales incluyendo su color, marca y códigos visuales.
- de tres ruedas. Adoptan la forma de un triciclo pero sin pedales. El niño se sienta en el sillín y lo propoulsa moviendo sus pies.
- de dos ruedas, en forma de bicicleta o moto. En éstos, el niño no tiene más apoyo a su estabilidad que sus propios pies colocados a ambos lados del vehículo.

Los correpasillos suelen presentarse en colores vivos y, a menudo, están decorados con pegatinas de personajes infantiles populares o de moda. 